# Dubai Marina

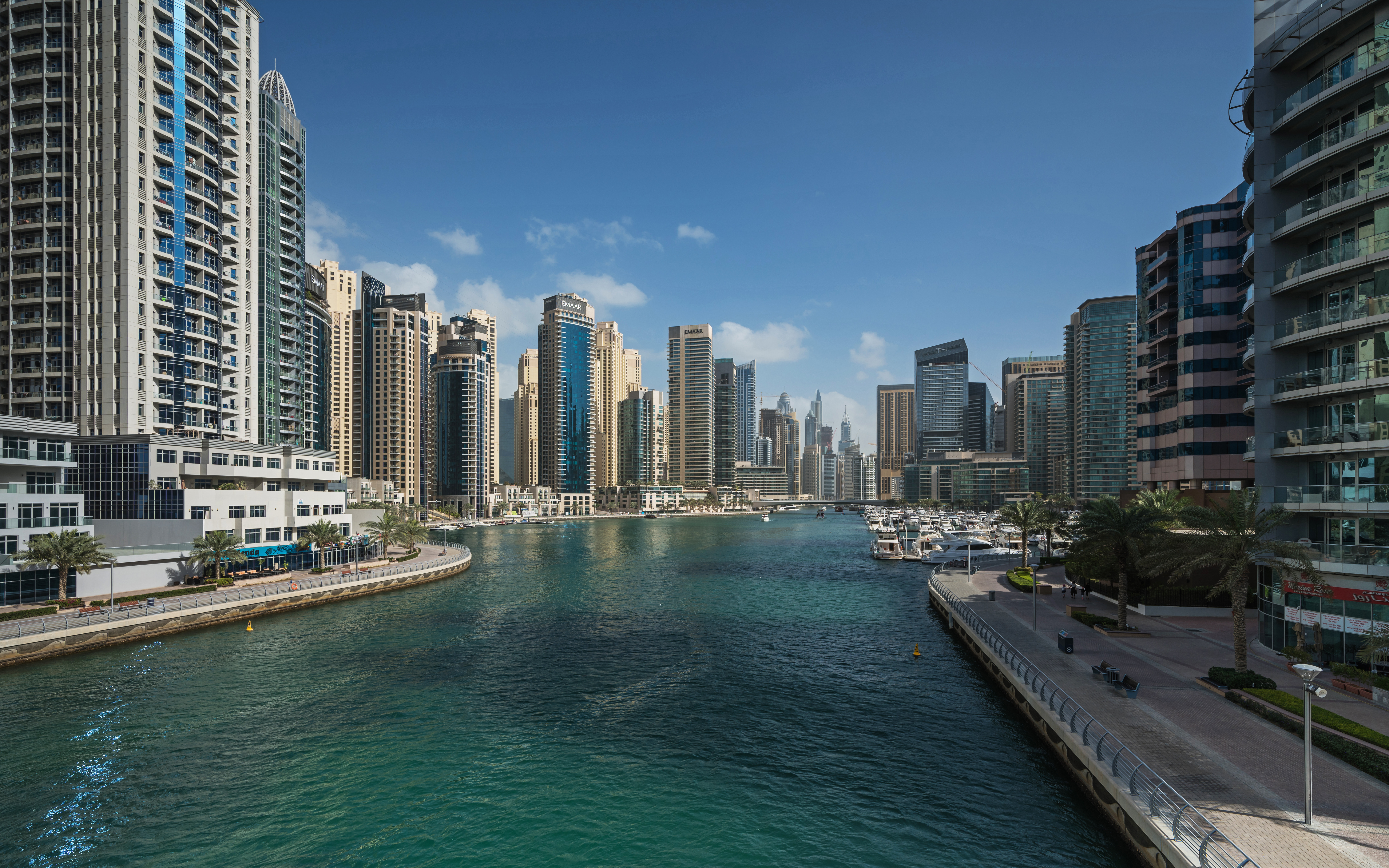
Pohled na mrakodrapy Dubai Mariny, 2018

Dubai Marina (arabsky: مرسى دبي, česky: Dubajský přístav) je čtvrť v Dubaji, ve státě Spojené arabské emiráty, hraničí se čtvrtí Jebel Ali. Dubai Marina je město které se odvíjí od 3 kilometrového umělého kanálu, na pobřeží Perského zálivu, vyznačuje se mrakodrapy. Výstavba čtvrti byla rozdělena do několika fází, byla postavena, protože nedostačovala čtvrť Jumeirah (česky Džumeira).

## Mrakodrapy
Ze známých mrakodrapů se v této čtvrti nachází například:
Princess Tower (414m), 
23 Marina (393m),
Marina 101 (425m),
The Marina Torch (353m), Elite Residence (380m).